# 南スレイビー語
南スレイビー語（みなみスレイビーご、英: South Slavey）はアサバスカ諸語に属する言語である。ノースウエスト準州の公用語のひとつである。

## 言語名別称
- Denetha
- Dene
- Dené
- Mackenzian
- Slave
- Slavi
- 南スレーヴィ語
- 南スレイヴィー語
- デネ語